# Jim Aparo

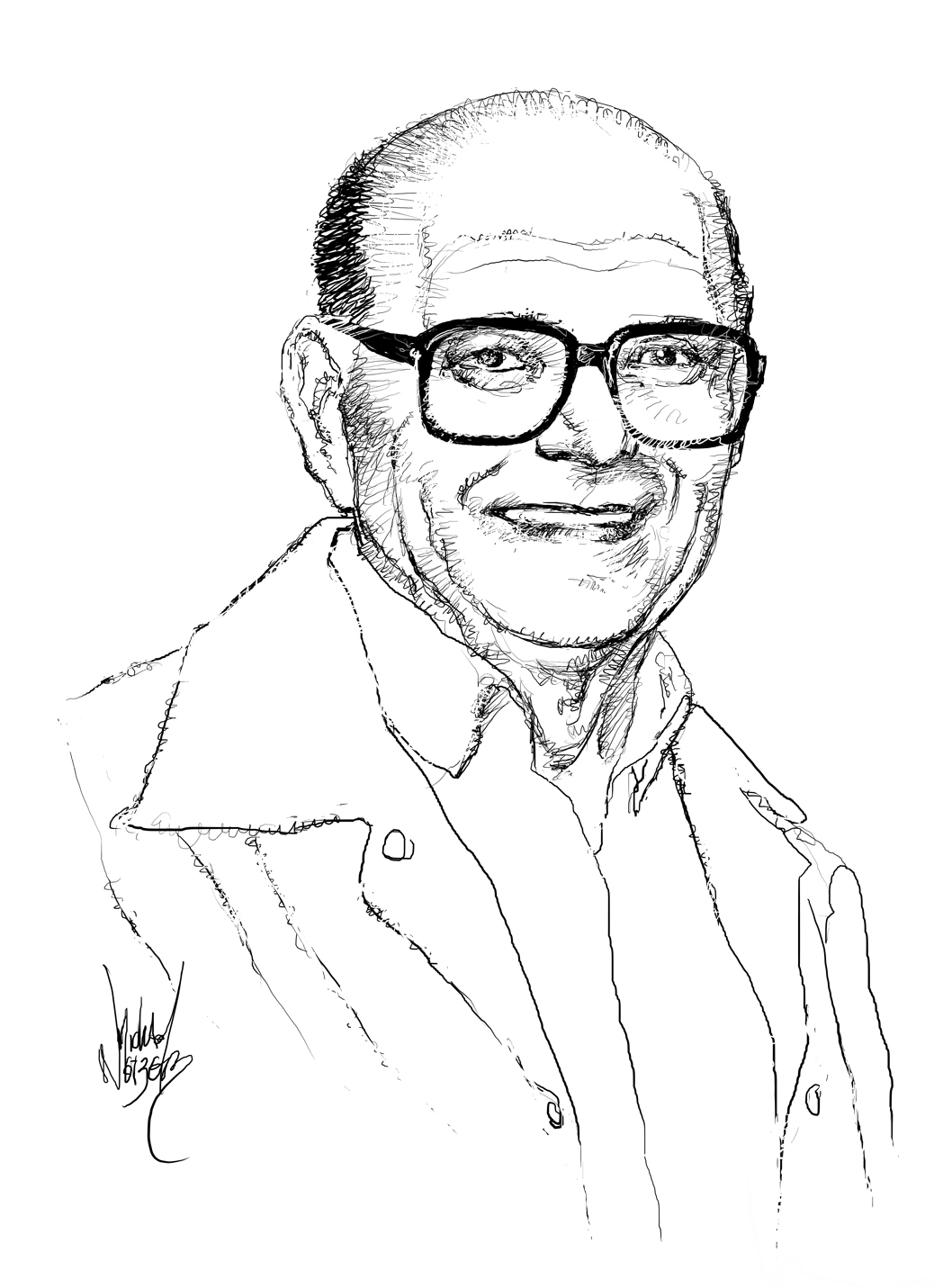
Jim Aparo

James N. „Jim“ Aparo (* 24. August 1932 in New Britain (Connecticut); † 19. Juli 2005) war ein US-amerikanischer Comiczeichner. Aparo wurde vor allem durch seine Arbeit an der Figur des Batman bekannt.

## Leben und Arbeit
Aparo, der sich das Zeichnen autodidaktisch beibrachte, begann in den 1950er Jahren als Kunstzeichner zu arbeiten. Nachdem der Verlag EC Comics ihm eine Anstellung verweigert hatte, war er bis in die 1960er Jahre als Zeichner für diverse Werbeagenturen in Connecticut tätig, für die er vor allem Modeillustrationen für Werbeannoncen in Tageszeitungen gestaltete.
1963 zeichnete Aparo einige Monate lang den Zeitungscomicstrip Stern Wheeler von Ralph Kanna, der in einer Connecticuter Zeitung erschien. 1966 wurde Aparo von Dick Giordano zu Charlton Comics geholt, wo er als hauptberuflicher Comiczeichner anfing. Seine erste Arbeit bei Charlton war an der Reihe Miss Bkini Luv, die in der Serie Go-Go Comics erschien. Später zeichnete er dort vor allem für die Serie The Phantom.
In den späten 1960er Jahren holte Giordano – der inzwischen als Redakteur zu DC Comics gewechselt hatte – Aparo zu DC. Dort zeichnete Aparo zunächst einige Jahre lang die Serien Aquaman und Phantom Stranger sowie gelegentlich einige Ausgaben für Serien wie House of Mystery und House of Secrets.
1971 wurde Aparo damit beauftragt, aushilfsweise eine Ausgabe der Serie The Brave and the Bold – die #98 der Serie – zu zeichnen. Aparos Arbeit an dieser Ausgabe erwies sich bei den Lesern als dermaßen populär, dass man ihn der Serie als Stammzeichner zuteilte. Aparo blieb der Serie, deren Inhalt die Erzählung sogenannter Team-Up-Geschichten – das heißt das Zusammentun von zwei oder mehr Figuren, deren Abenteuer normalerweise getrennt voneinander erzählt werden, in ein und derselben Geschichte – in denen der Superheld Batman mit immer neuen anderen Figuren im Besitz des DC-Verlages gemeinsame Abenteuer erlebte, knapp 10 Jahre lang erhalten. Der zweimonatliche Erscheinungsrhythmus von The Brave and the Bold erlaubte es ihm, dabei auch an zahlreichen anderen Projekten zu arbeiten, so zeichnete er erstmals einige Ausgaben der Batman-Serie Detective Comics und arbeitete an den Reihen The Spectre und Aquaman, die zu dieser Zeit beide in der Serie Adventure Comics erschienen.
Nach der Einstellung von The Brave and The Bold mit der Ausgabe #200 1983 zeichnete Aparo vier Jahre lang die von Mike W. Barr verfasste Serie Batman and the Outsiders.
1987 wurde Aparo als Stammzeichner für die monatliche Batman-Hauptserie, kurz Batman betitelt, engagiert, die er bis 1993 betreute. Hinzu kamen gelegentliche Zeichenaufträge für die zweite monatliche Batman-Serie, Detective Comics. Die Tuscheüberarbeitung von Aparos Zeichnungen für die Batman-Serien wurde dabei fast immer von Mike DeCarlo besorgt. Zu den wichtigsten von Aparo in den Jahren 1988 bis 1993 gezeichneten Batman-Heften zählen die Nummern #428, in der Batmans Assistent Robin von seinem Erzfeind, dem geisteskranken Joker, ermordet wird, die #497, in der der traditionelle Mann hinter der Batman-Maske, der Millionär Bruce Wayne, von dem Terroristen Bane besiegt wird, der ihm das Rückgrat bricht und ihn so an den Rollstuhl fesselt, und die #500, Aparos Abschlussausgabe, in der Waynes Nachfolger als Batman, der Attentäter Jean Paul Valley, Bane besiegen kann. Autoren, mit denen Aparo von 1987 bis 1993 an Batman zusammen arbeitete, waren unter anderem Jim Starlin, Marv Wolfman, Alan Grant und Doug Moench. Sein Nachfolger als Stammzeichner der monatlichen Batman-Serie wurde der junge Künstler Mike Manley.
Von 1992 bis 1994 zeichnete Aparo zwanzig Ausgaben der Serie Green Arrow (#81–100), die größtenteils von Chuck Dixon verfasst wurden. Nach diesem Engagement ging Aparo in den Ruhestand, gestaltete aber auch weiterhin – nunmehr auf unregelmäßiger Basis – Comichefte. So die von Dixon verfasste Miniserie G.C.P.D., eine Seite in dem Comicroman Legends of the Green Flame von Neil Gaiman und das von Moench verfasste One-Shot, Blackgate: Isle of Men.
Aparo starb am 19. Juli 2005, unbestätigten Berichten zufolge an einer Krebserkrankung.

## Künstlerischer Stil
Aparos Zeichenstil ist vor allem gekennzeichnet durch seine saubere, klare Linienführung, die sich in naturalistischer Manier um eine lebensgetreue Darstellung von Menschen und Gegenständen bemüht. Perspektivisch fällt Aparos Neigung auf, den Fluchtpunkt seiner Bilder von Panel zu Panel zu wechseln, anstatt eine fixierte Perspektive beizubehalten.
Charakteristisch für Aparo war darüber hinaus seine Neigung, prominente Personen – wie etwa die Schauspieler Peter Falk oder Humphrey Bogart – in versteckter Weise in Bilder mit Menschenaufläufen einzubauen.

## Preise
Zu den Preisen, die Aparo im Laufe seiner Karriere erhielt, zählen unter anderem der Shazam Award for Best Individual Short Story 1972 (für die Geschichte The Demon Within in House of Mystery #201).